# Tropical Sat FM (Juazeiro)
Tropical Sat FM é uma emissora de rádio brasileira sediada em Juazeiro, cidade do estado da Bahia. Opera no dial FM, na frequência 102,5 MHz. Sua programação é popular, mesclando entretenimento, jornalismo e música.

## História

### Vale FM (1986-2002)
A emissora foi fundada em outubro de 1986 com o nome Vale FM pelo comerciante Flávio Silva, proprietário da concessionária Dijauto. Foi a segunda emissora de rádio de frequência modulada a ser inaugurada na região do Vale do São Francisco, 5 anos após a inauguração da Transrio FM, de propriedade do grupo da Rádio Juazeiro. Foi a primeira emissora FM da região a produzir programação local ao vivo.
Em 1990, foi inaugurada sua emissora-irmã, a Rádio Rio Vale, operando em amplitude modulada na frequência de 870 kHz. Durante seu período inicial, a Vale FM dividiu profissionais com a recém-criada estação. Em 8 de janeiro de 2001, já como Rádio Cidade, a emissora foi vendida e deixou de compor o grupo da Vale FM.
Em 3 de setembro de 1996, falece, aos 73 anos, Flávio Silva, fundador e proprietário da Vale FM. Flávio Ciro Silva, um dos seus filhos, assume a direção da emissora.
Em 1997, a Vale FM se afilia à Rede SomZoom Sat, deixando de produzir programação local à noite e também nas tardes de sábado e aos domingos. A parceria com a rede cearense durou até 1999.

### Tropical Sat FM (2002-atual)

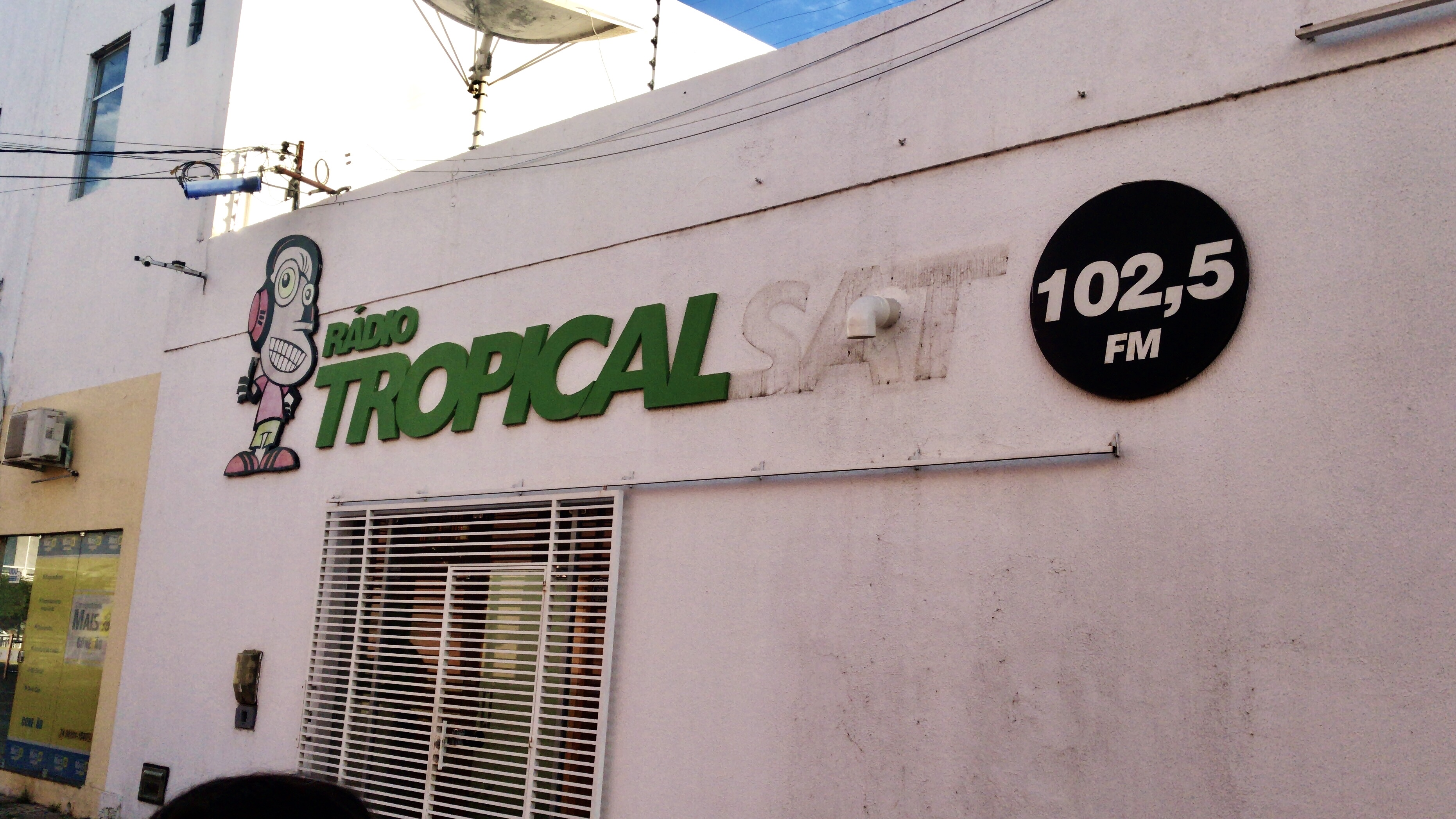
Sede da emissora em 2022.

Em 2001, a emissora afiliou-se ao novo investimento da Rede Bahia, a Rede Tropical Sat. Com a afiliação, a Vale FM deu início à transição gradual de nome para Tropical Sat FM, concluída em 2002, e também investiu ainda mais em equipamentos digitais.
Em dezembro de 2005, a Rede Tropical Sat foi descontinuada. Apesar do encerramento da rede, a emissora juazeirense fechou um acordo com a Rede Bahia e manteve a nomenclatura e a plástica da antiga parceira — inclusive o tradicional mascote da rede —  passando a produzir uma programação totalmente local.
Em 11 de outubro de 2021, a Tropical Sat FM tornou-se a primeira emissora FM a transmitir uma radionovela no Vale do São Francisco, com a estreia de Jogo Marcado, escrita por Hertz Félix.

## Programas
Atualmente, a Tropical Sat FM produz ou transmite os seguintes programas:
- Agito Tropical: Musical;
- Brasileiríssima: Musical, com Edie Santos;
- Bom pra Saúde: Saúde, com Dóris Pinheiro;
- Canções de Amor: Musical, com Dryka Reis
- Estação do Forró: Musical, com Edie Santos;
- Fraternizando: Musical,
- Hora do Mução: Humorístico, com Rodrigo Emerenciano;
- Jornal da Bahia no Ar: Jornalístico, com Mário Kertész;
- Jornal da Tropical: Jornalístico;
- Ligação Direta 1ª Edição: Jornalístico, com Raryana Wenethya e Sandro Costa;
- Ligação Direta 2ª Edição: Jornalístico, com Jacira Felix e Sandro Costa;
- Ligação Tropical: Musical, com Renato Cruz;
- Manhã Tropical: Música e variedades, com Renato Cruz;
- Minhas Canções: Musical, com Dryka Reis
- Oba Oba Tropical: Musical, com Edie Santos;
- Quebradeira Tropical: Musicals;
- Revista Tropical: Variedades, com Isabella Ornellas;
- Sucessos da Tropical: Musical, com Renato Cruz;
- Tropical Notícias: Boletim informativo, com Marco Aurélio;
- Tropical Saudades: Musical;

Diversos outros programas compuseram a grade da emissora, e foram descontinuados:
- Asa Branca
- Eufonia
- Bastidores da Noticia
- Forró Bacana
- Gestão em Negócios
- Vale Mulher
- Vale Notícias
- Vale Oferecer
- Vale Recado

## Equipe

### Membros atuais
- Ademir Brito
- Drika Reis
- Edie Santos
- Jacira Felix
- Marco Aurélio
- Raryana Wenethya
- Renato Cruz
- Sandro Costa

### Membros antigos
- Carlos Britto (hoje na Grande Rio FM)[12]
- Cláudia Carvalho[11]
- Cláudio Farias
- Edna Cristina
- Fabiana Carvalho
- Farnésio Silva[13]
- Flávio Marques (hoje na Grande Rio FM)
- Jaqueline Andrade
- Lucélia Almeida[9]
- Mario Souza[14]
- Nilda Rodrigues
- Patrícia Daiana
- Paulo Ricardo Moreira[15]
- Rinaldo Lima[16]
- Sibelle Fonseca (hoje na Transrio FM)[17]